# Tribunal de Lutter
Le tribunal de Lutter est un monument historique situé à Lutter, dans le département français du Haut-Rhin.

## Localisation
Ce bâtiment est situé au 17, rue Kiffis à Lutter.

## Historique
L'édifice fait l'objet d'une inscription au titre des monuments historiques depuis 1987. Il avait été précédemment restauré par des chantiers internationaux de jeunes bénévoles, dans le cadre de l'association "Maisons paysannes d'Alsace", de 1972 à 1975.Mais son histoire réelle était inconnue, la dénomination "Tribunal" donnée par l'usage local étant sans fondement vérifiable. De 2013 à 2018 fut menée une campagne systématique d'inventaire et d'analyse des près de trente bâtiments datant de la période 1530 à 1630 conservés à Lutter. Lors de cette campagne, la date de construction 1542 gravée sur un linteau de fenêtre du rez-de-chaussée et une porte intérieure à l'étage fut confirmée par la dendrochronologie. Le bâtiment fit l'objet de travaux en 1621 (date sur un linteau). En 1761-1762 (tuile datée, dendrochronologie de la charpente du toit, torchis gravé et décoré) de nouveaux travaux furent réalisés en vue de la partition du bâtiment initial en deux logements et propriétés distincts.
Même si d'autres propriétaires détenaient des biens à Lutter, le principal seigneur foncier de Lutter était le Chapitre cathédral de Bâle. Il détenait plus de 160 hectares de terres, répartis à l'origine en 460 lots qui furent morcelés au fil des temps. Ces biens étaient cédés en emphytéose à des tenanciers, qui en disposaient comme de biens propres à condition de payer la rente foncière annuelle ou cens. Les biens et le montant du cens étaient décrits dans un livre terrier ou censier, plusieurs fois actualisé.
Le terrier de 1575 apprend que ce bâtiment, et une seconde maison presque contemporaine de la première sur la même parcelle, appartenaient à cette époque à Bastien Stehlin et son fils Lienhart, en importance les premiers contribuables du village et au troisième rang des détenteurs de terres. Résidence de cette famille de notables, le bâtiment faisait également fonction d'auberge, ce qui explique certaines particularités architecturales comme la grande salle du rez-de-chaussée alors que dans les autres maisons de cette période la salle se trouve à l'étage.
La dénomination de "tribunal" s'explique, dès lors. Les biens du Chapitre cathédral étaient réunis dans une "cour" ou domaine (Dinghof) dont un des caractères est la tenue régulière d'une assemblée de la seigneurie foncière à laquelle assistaient tous les tenanciers. Cette instance délibérait sur les affaires foncières et autres questions administratives, à l'exclusion de toute affaire de police ou criminelle. Ces dernières étaient du ressort du seigneur banal (ou justicier), l'Archiduc d'Autriche (maison de Habsbourg). Les assemblées de tenanciers avaient lieu sous le tilleul du centre historique de la seigneurie foncière (la cour de Lutter-Brunn avec chapelle et château) ou le plus souvent dans l'auberge du village : d'où la légende d'un "tribunal" dans ce prestigieux bâtiment. La recherche ayant permis de retracer les propriétaires successifs au XVIe et au XVIIe siècle, la fonction d'auberge, lieu de tenue des assemblées, est confirmée par les textes.